# Берю
Берю (кирг. Бөрү) — село в Кара-Сууском районе Ошской области Кыргызстана. Входит в состав Папанского айылного аймака.

## География
Село расположено в северо-западной части области, на левом берегу реки Ак-Буура, на расстоянии приблизительно 38 километров (по прямой) к юго-юго-востоку от города Кара-Суу, административного центра района. Абсолютная высота — 1352 метра над уровнем моря.

## Население
Согласно оценочным данным Национального статистического комитета Кыргызской Республики, численность населения села на начало 2023 года составляла 2473 человека.
| год     | 2009 | 2014 | 2015 | 2020 | 2021 | 2023 |
| ------- | ---- | ---- | ---- | ---- | ---- | ---- |
| человек | 2079 | 2558 | 2625 | 2303 | 2237 | 2473 |